# Sebastes miniatus
Sebastes miniatus är en fiskart som först beskrevs av David Starr Jordan och Charles Henry Gilbert, 1880.  Sebastes miniatus ingår i släktet Sebastes och familjen kungsfiskar. Inga underarter finns listade i Catalogue of Life.